# タチアナ・ニコラエヴナ
タチアナ・ニコラエヴナ・ロマノヴァ（ロシア語: Татьяна Николаевна Романова, ラテン文字転写: Tatyana Nikolaievna Romanova, 1897年6月10日 [ロシア暦 5月29日]- 1918年7月17日）は、ロマノフ朝最後の皇帝ニコライ2世とアレクサンドラ皇后の第二皇女。ロシア大公女。1917年の二月革命で成立した臨時政府によって家族と共に監禁された。十月革命で権力を掌握したウラジーミル・レーニン率いるボリシェヴィキの命を受けたチェーカー（秘密警察）によって翌1918年7月17日に超法規的殺害（裁判手続きを踏まない殺人）が実行され、エカテリンブルクのイパチェフ館において家族・従者と共に21歳で銃殺された。正教会で聖人（新致命者）。

## 生い立ち

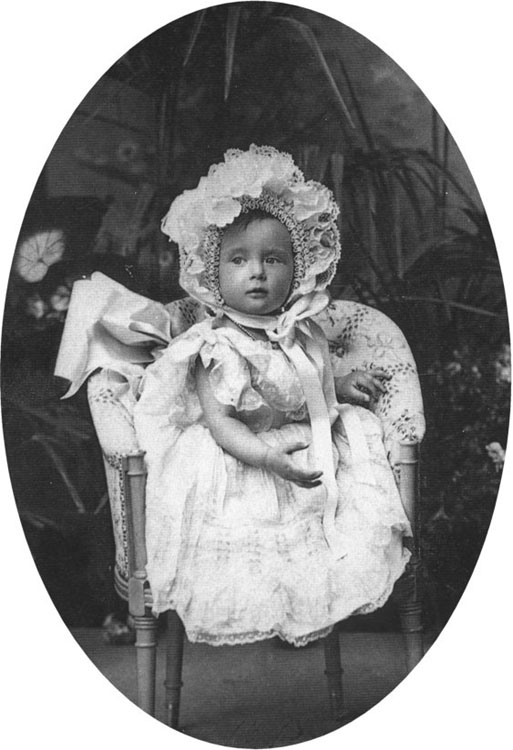
1898年

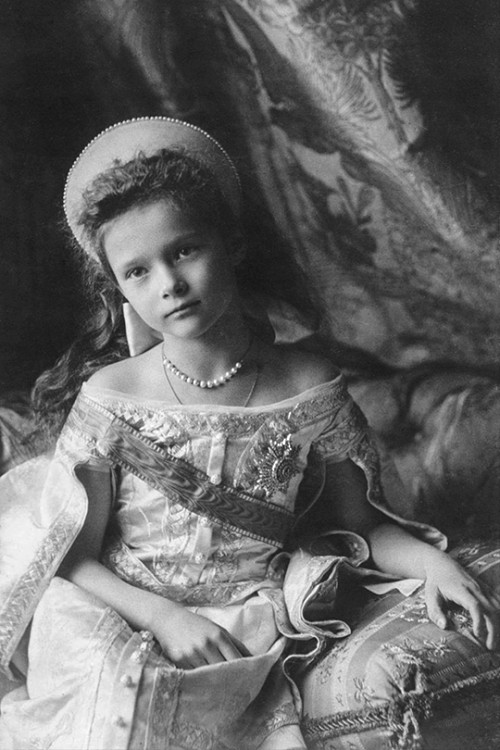
1904年

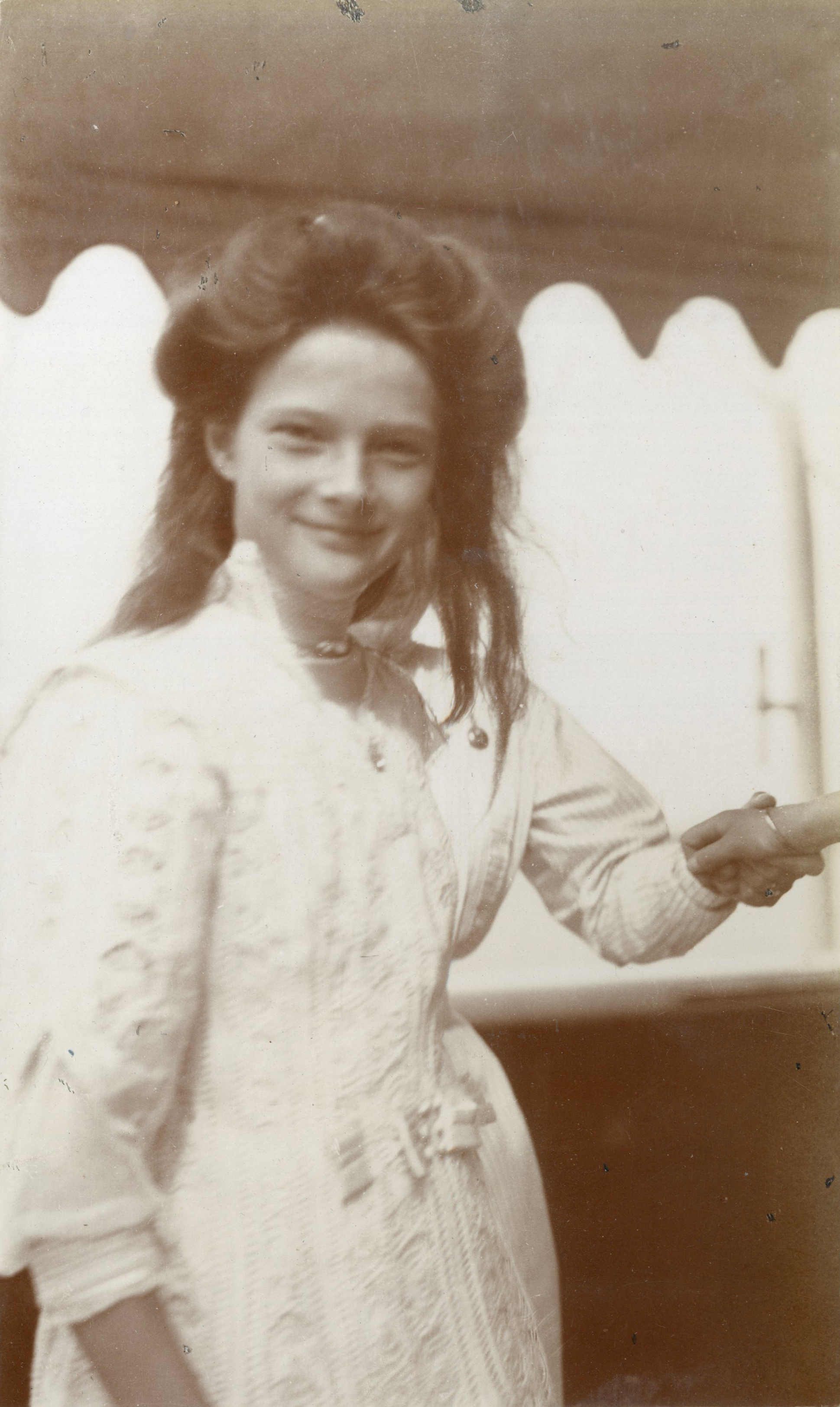
1906年

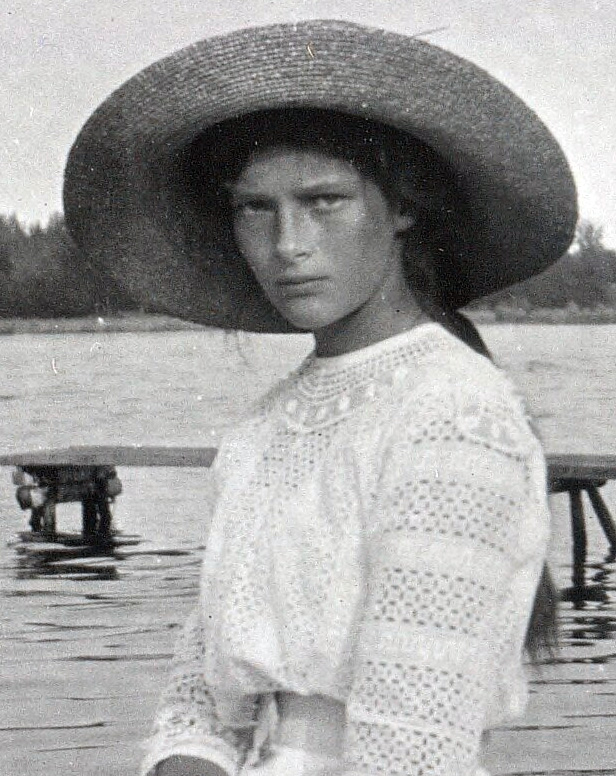
1910年

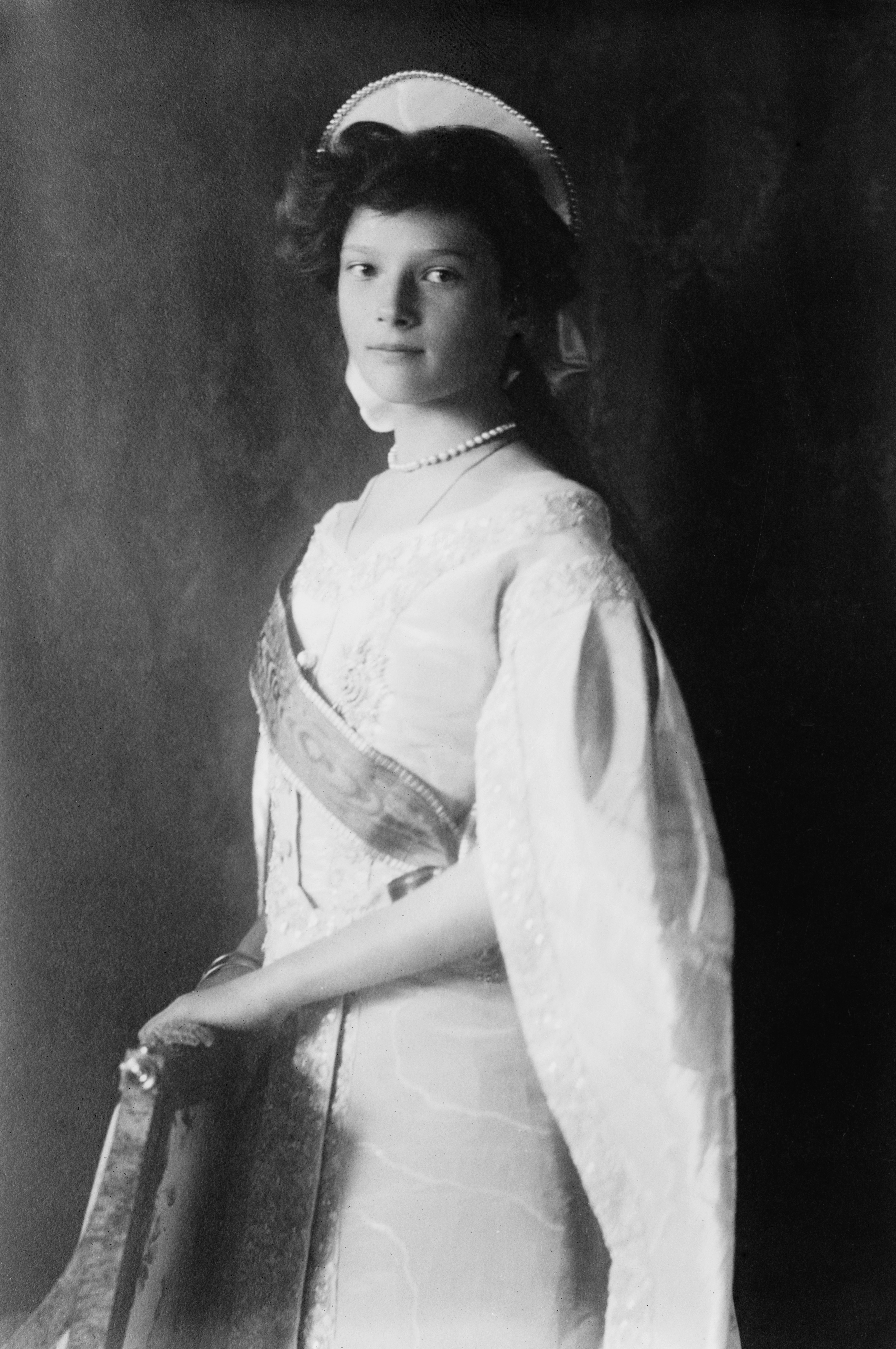
1910年

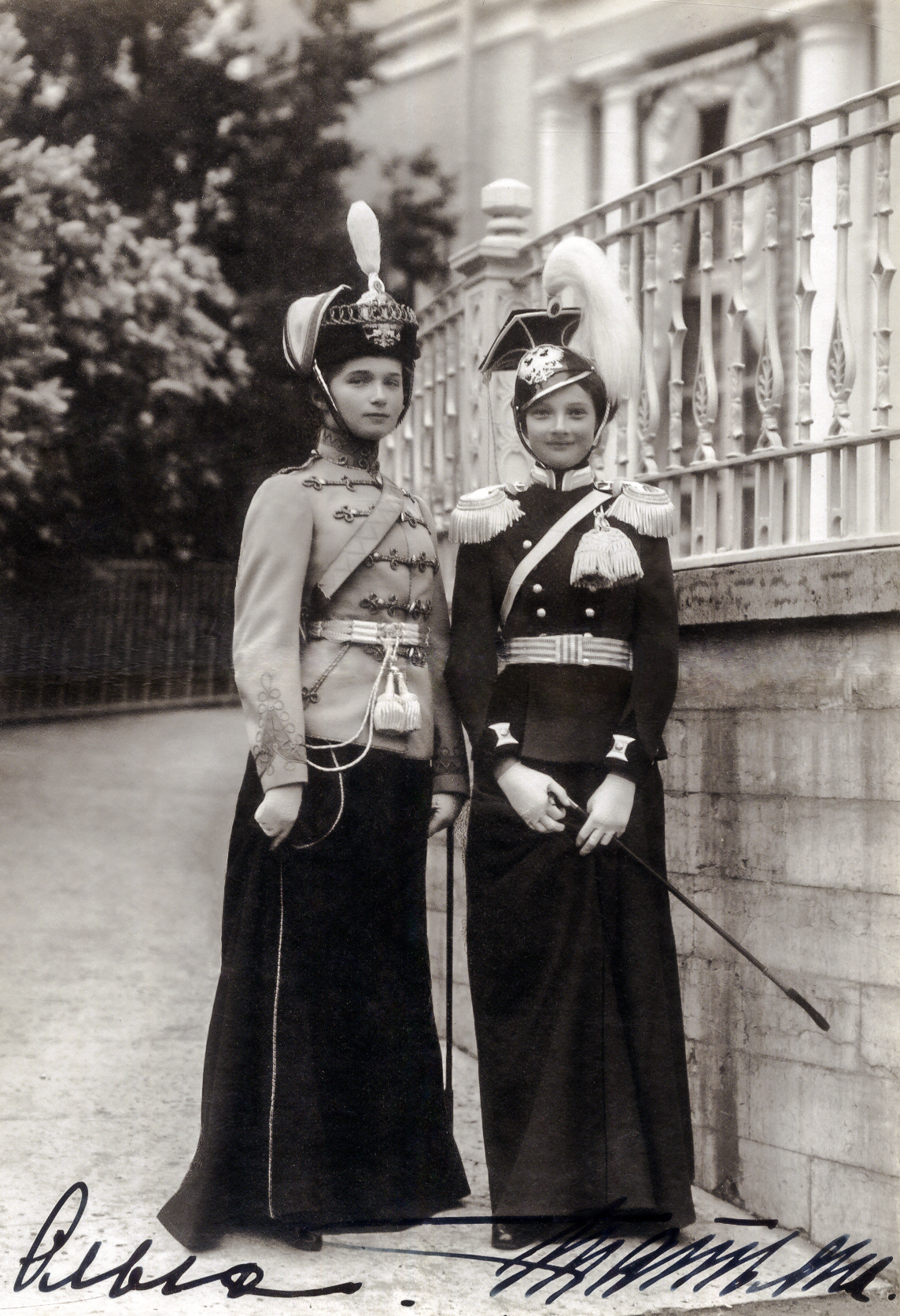
1910年。姉のオリガ皇女と

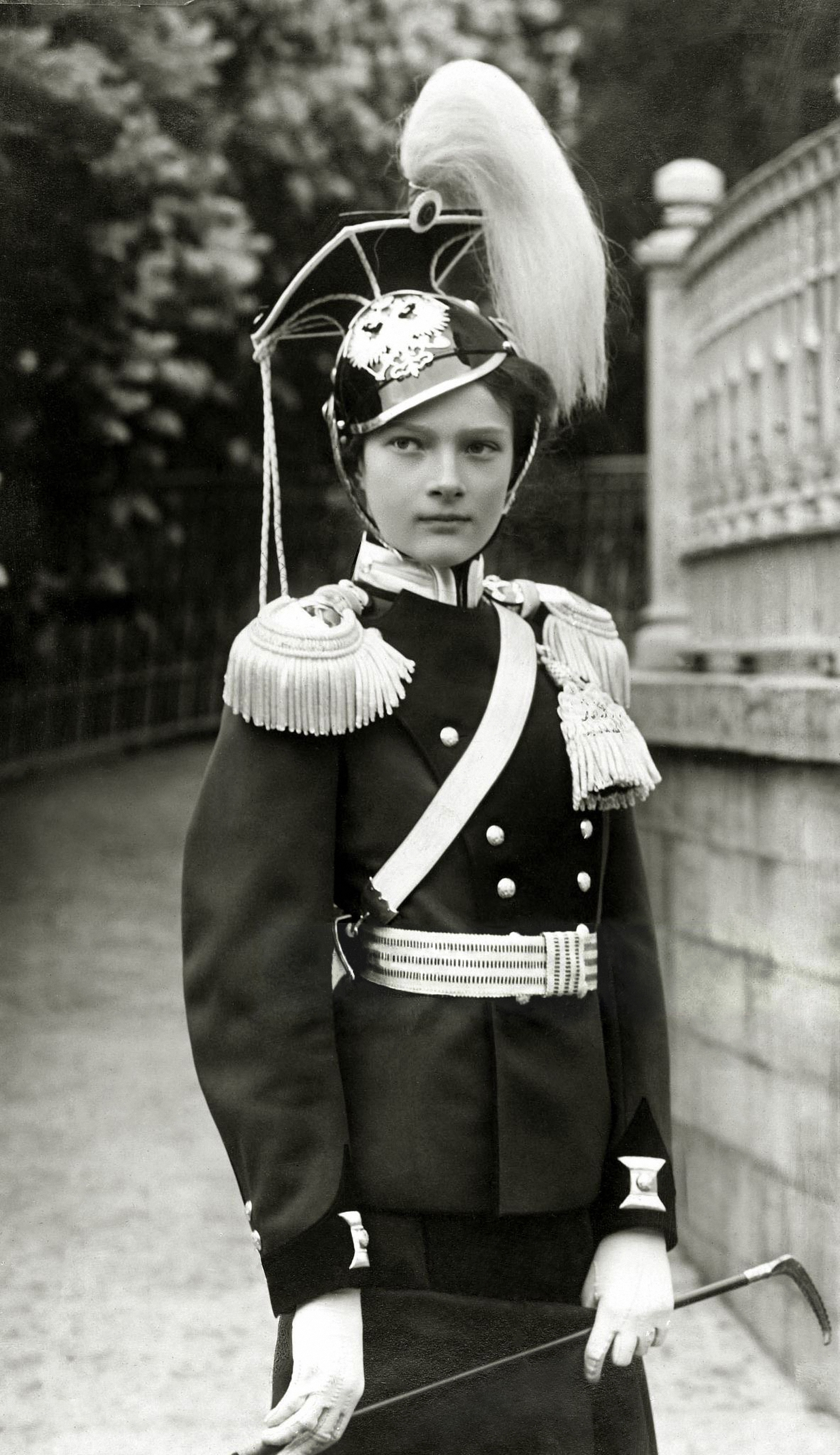
1910年。ヴォスネセンスキー・ユサール連隊の正装を身につけたタチアナ

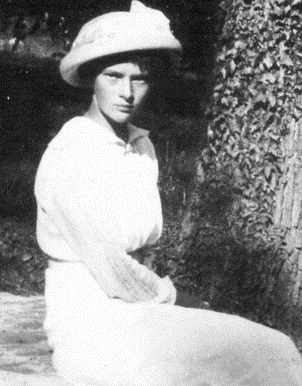
1913年

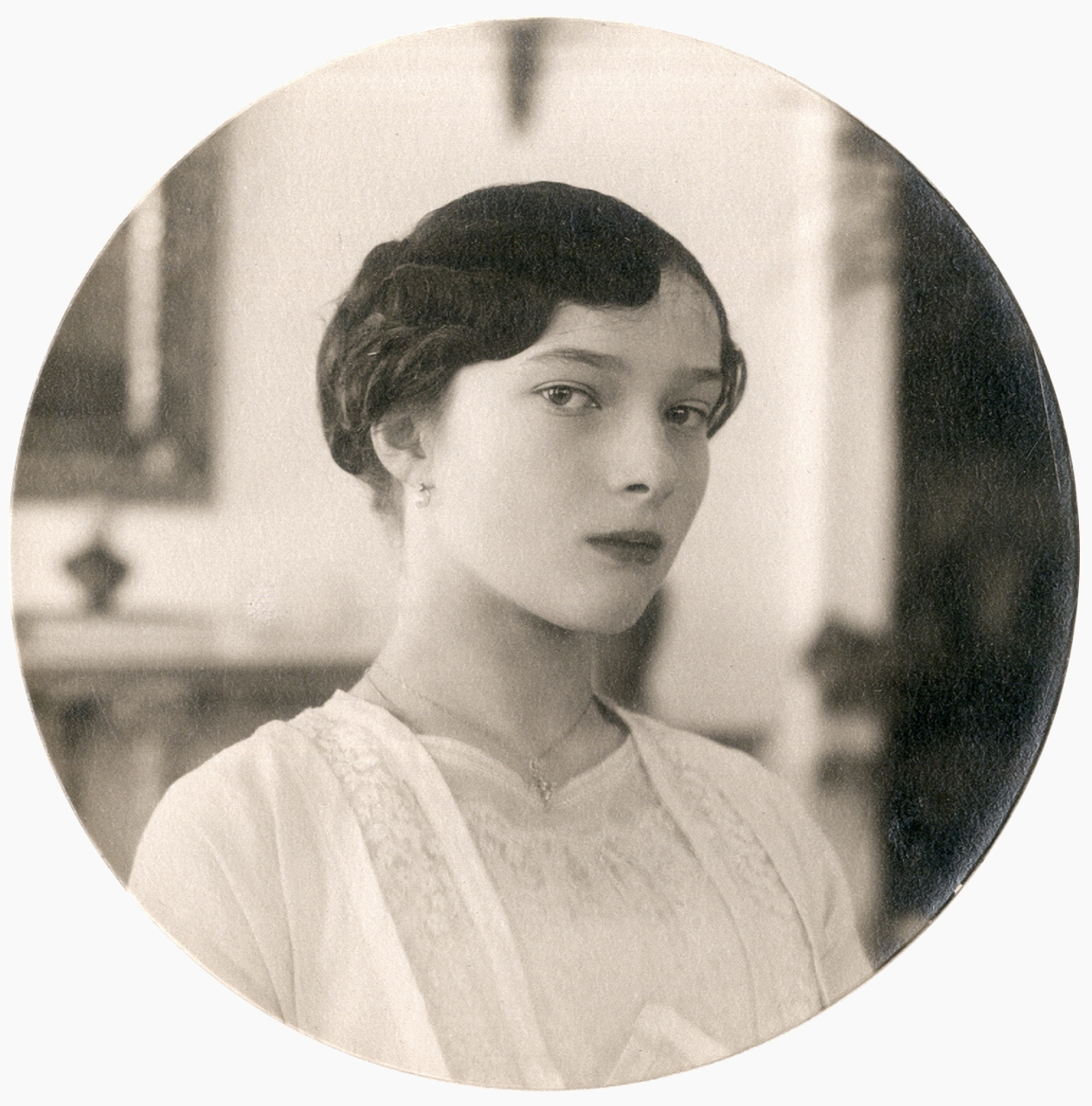
1914年

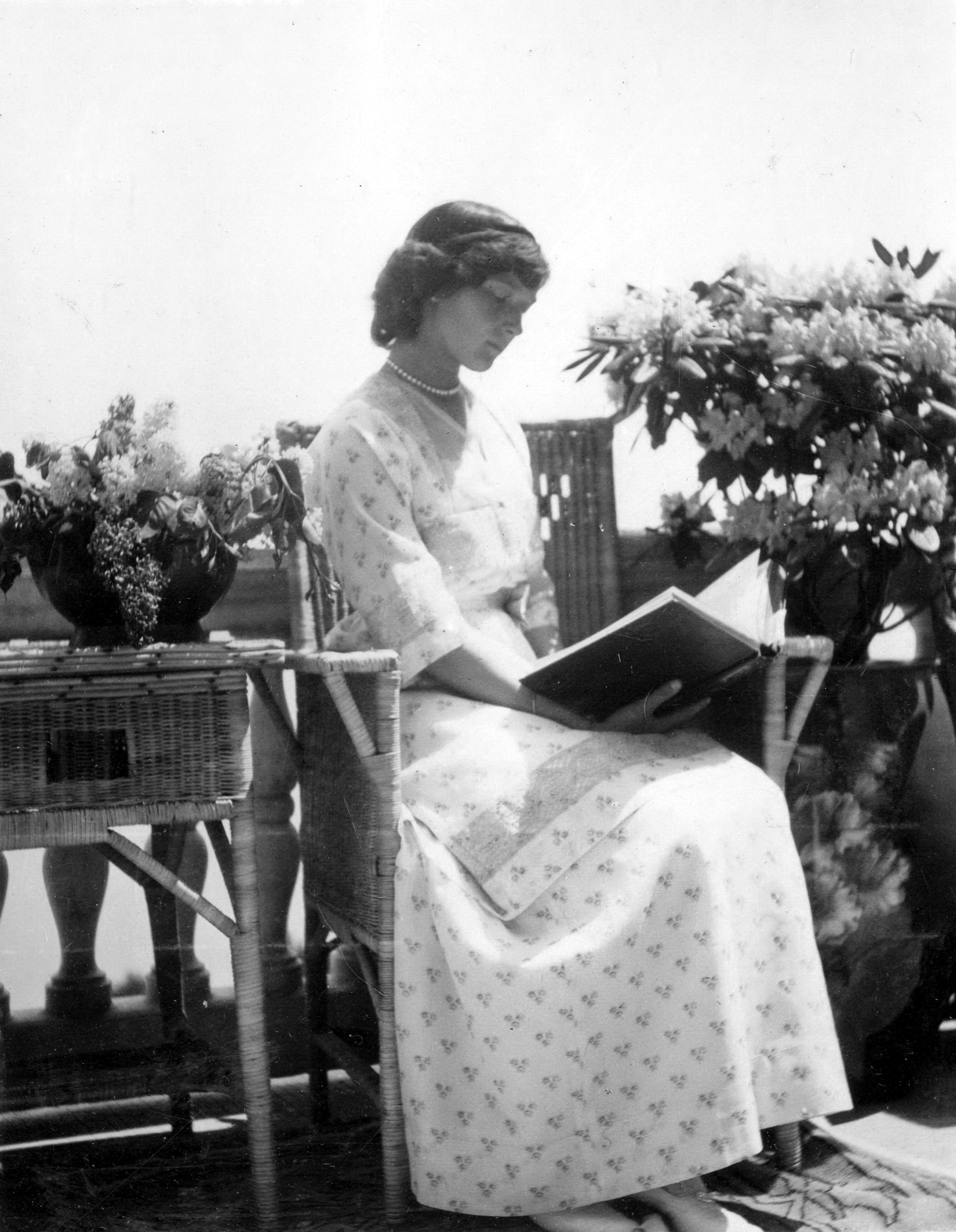
1914年。クリミアのリヴァディア宮殿にて

タチアナは細身で背が高く、赤褐色の髪に、濃い青灰色の瞳をしていた。皇帝の娘にふさわしい高貴な顔だちは、洗練された彫刻のようと称され、当時の人々をしてタチアナを4姉妹中最も美貌の皇女と言わしめた。
長姉のオリガ皇女に代わり、生来のリーダーシップで子供達をまとめ、妹達からは"女性家庭教師"と呼ばれ慕われた。タチアナは姉妹の誰より母のアレクサンドラ皇后と親密であり、母と娘達の意思疎通に心を砕いていた。そして、母の最愛の娘であった。姉のオリガ皇女ととても仲が良く、周囲は2人を"ビッグ・ペア"と呼んだ。これに対し、妹のマリア皇女とアナスタシア皇女の2人は"リトル・ペア"と呼ばれた。4人はOTMAというサインを結束の象徴として使用していた。
控えめで信心深く、バランスのとれた気性の持ち主だったと言われている。また手先が器用で、手細工を作ったり刺繍をするのが得意だった。
1911年9月10日にキエフのオペラハウスで観劇中のニコライ2世の御前で発生したピョートル・ストルイピン首相暗殺の瞬間を姉のオリガとともに父の後ろにいて目撃している。ニコライ2世はマリア皇太后に宛てた手紙の中でこの日に両方の娘を狼狽させる出来事が起こったと述べている。タチアナはすすり泣き、2人はその日は眠れぬ夜を過ごした。
第一次世界大戦では、母アレクサンドラ皇后、姉オリガ皇女と共に看護師として従軍、負傷した兵士達の手当てをし、幾十人かの最期を看取った。

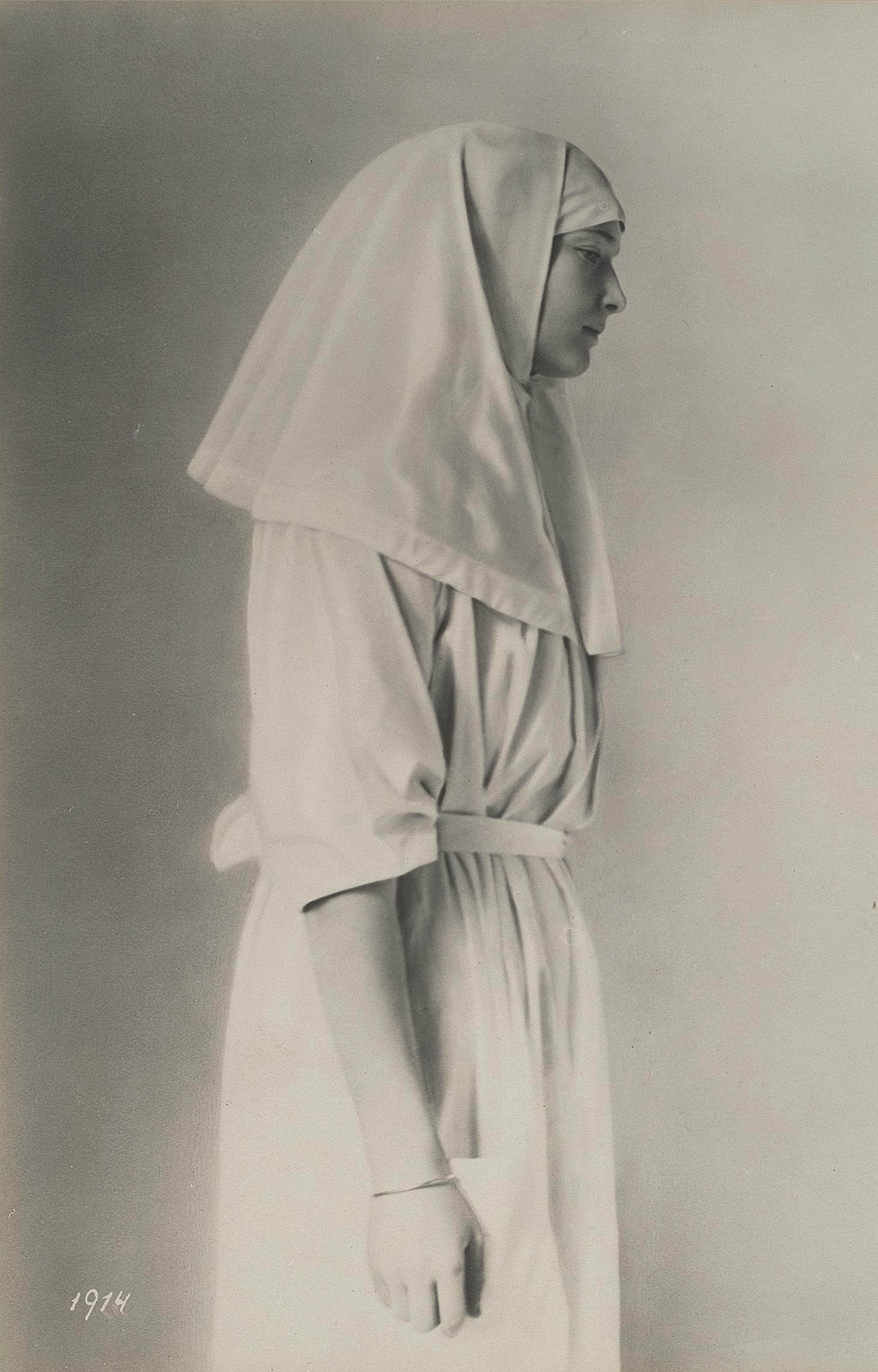
1914年

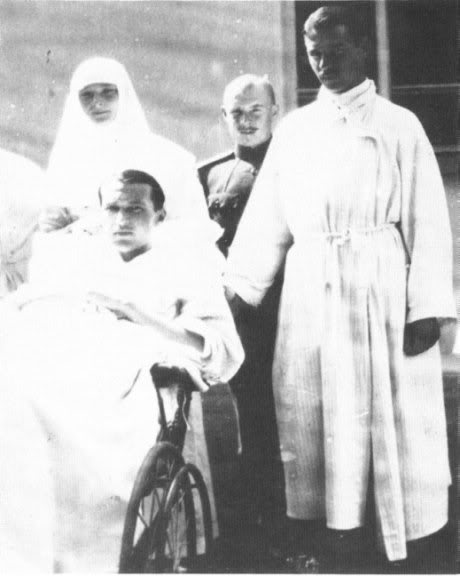
タチアナと恋の噂のあった士官ドミトリー・ヤコヴレヴィッチ・マラマ

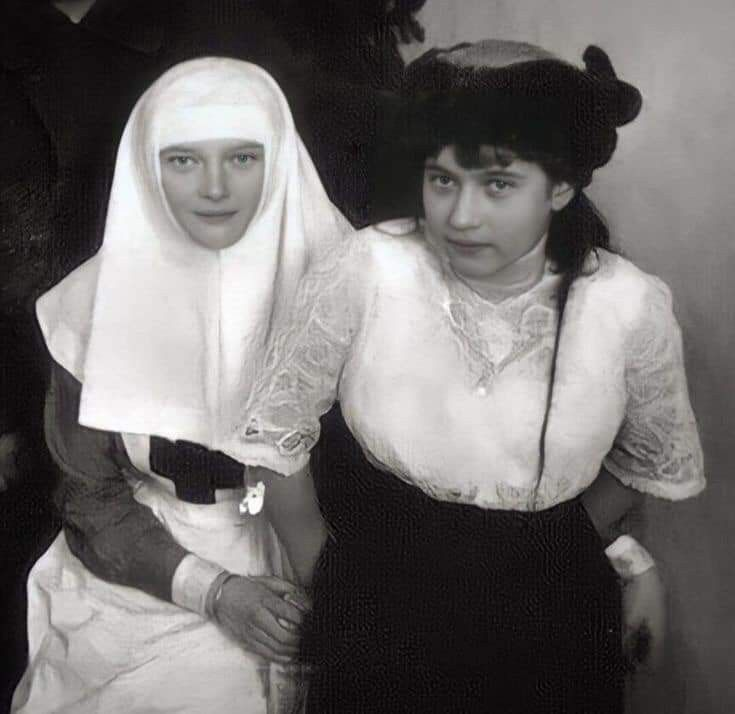
タチアナとアナスタシア

トボリスク滞在時のタチアナの様子を記憶しているクラウディア・ビットナーは回顧録の中で次のように述べている。
| 「 | 彼女は母親の性質を受け継いでいます。彼女の非常に多くの特徴が彼女の母親と同じでした。威厳のあるただずまい、生活の中での順序の傾向、責任感。彼女は家族の統制を担当していました。アレクセイ・ニコラエヴィチの面倒を見ていました。いつも庭で皇帝と散歩していました。皇后に最も似ていました。この二人は友人でした。アレクセイ・ニコラエヴィチに付き添うために、トボリスクを離れる皇后に同行しませんでした。彼女は断然、彼女の両親にとって家族の中で最も重要な位置を占める人物でした。しかし、私には彼女が彼女の母親と同様に陽気ではなかったように思えました。何故か私は彼女とは全く会話をしなかったし、話したくもありませんでした。･･･彼女は家事を好んでいました。服を刺繍したり、アイロンがけをするのが好きでした。 | 」 |

## 結婚の交渉
幾つかの情報源によると、セルビア国王であるペータル1世は息子のアレクサンダル王子の花嫁としてタチアナを望んでいた。ニコライ2世は家族との夕食時にアレクサンダルがタチアナを多く見つめている事に気付いた。結婚の交渉は第一次世界大戦の勃発によって終了したが、タチアナはその後もアレクサンダルと手紙を交換していた。アレクサンダルはタチアナの死を知った時に取り乱した。

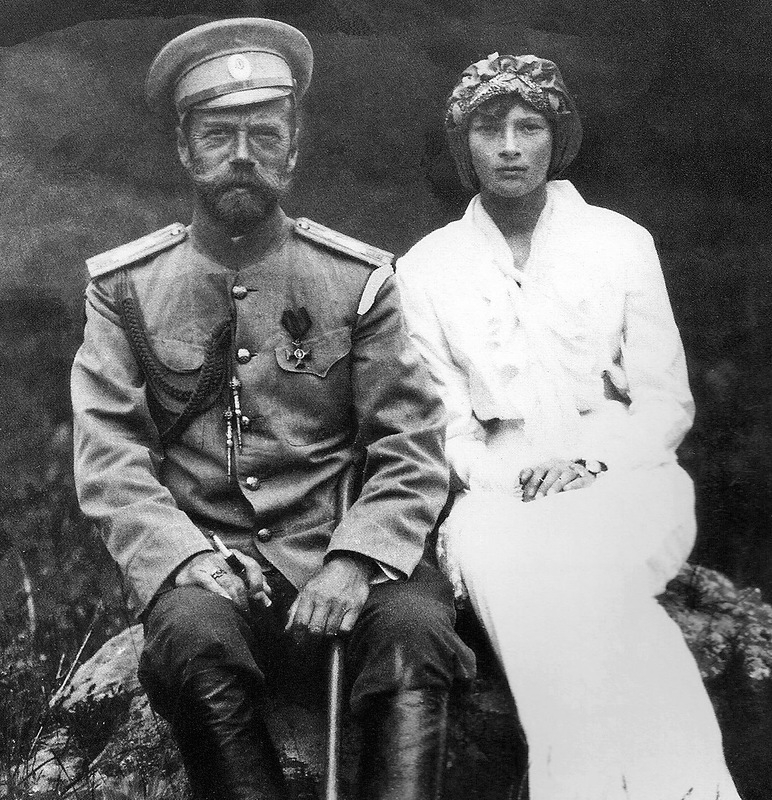
1914年。父のニコライ2世と

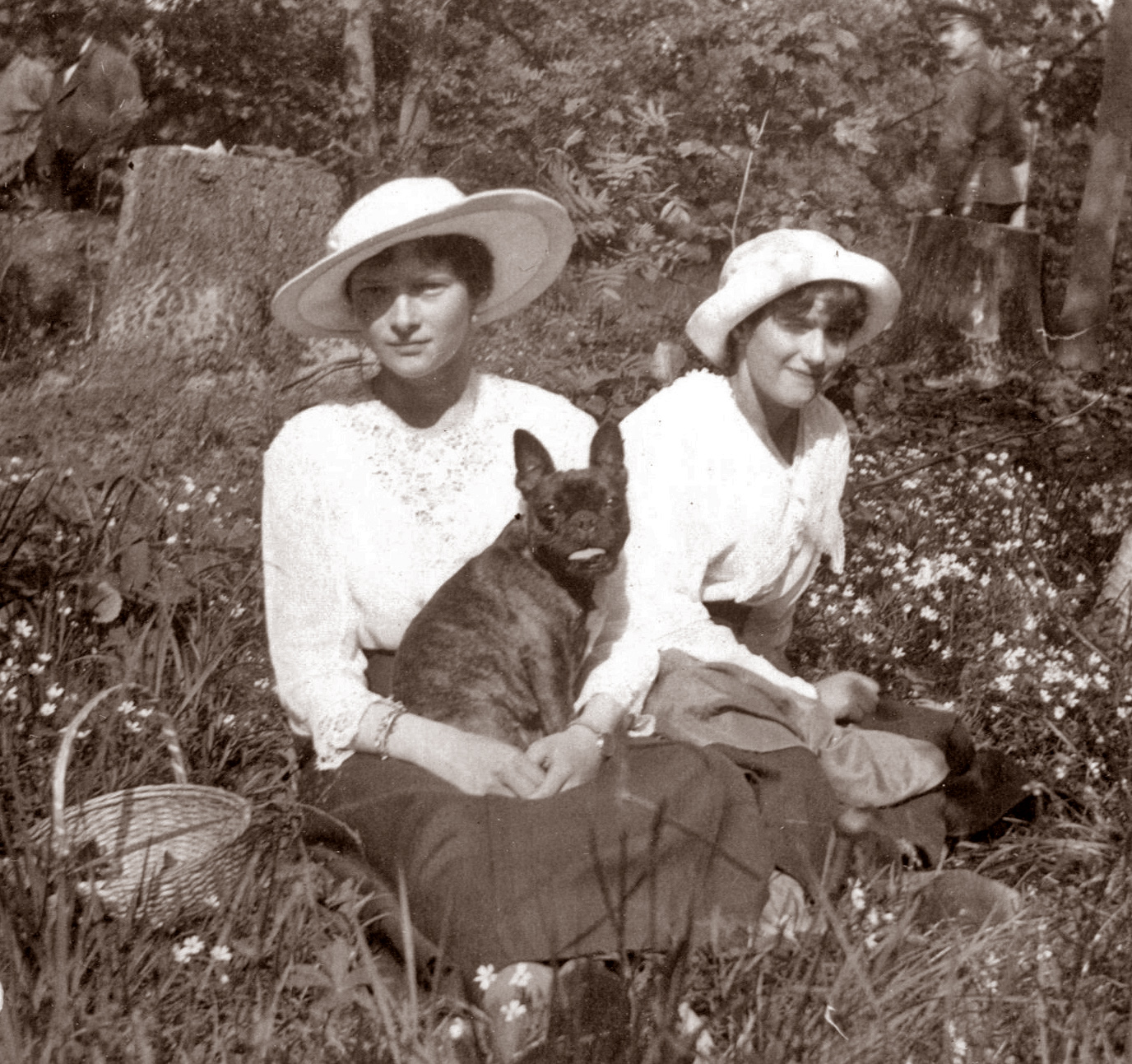
1917年。監禁地のツァールスコエ・セローにて。妹のアナスタシア、彼女のお気に入りのフレンチ・ブルドッグと

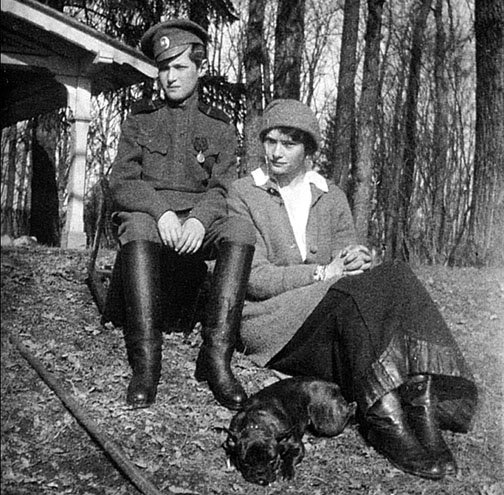
1917年春に監禁地のツァールスコエ・セローにて。弟のアレクセイ、彼女のお気に入りのフレンチ・ブルドッグと

## イパチェフ館での生活
タチアナはまた、この頃には満足に歩くことが出来なくなっていた関節炎に苦しむ母親のアレクサンドラや重病を患う弟のアレクセイと一緒に座り、弟の遊びに付き合ったり、母親に朗読を聞かせたりすることに多くの時間を費やした。タチアナと彼女の姉妹達は自分達で洗濯をしたり、パンを作らなければならなかった。医師のエフゲニー・ボトキンは自身の腎臓の痛みを和らげるためのモルヒネを投与する注射を看護技術を持つタチアナに頼んだ。
荷物検査が厳しくなった事を鑑み、5月29日姉妹を代表して母親の宝石を縫い付けた。

外部の紅衛兵アンドレイ・ストレコティンの1934年の回想録では彼女についてこう振り返った。
| 「 | 次の二人の女性はお互い似ていません。そのうちの一人はタチアナ。ふっくらとした健康的な美しい黒髪の女性でした。二人目、つまり長女のオリガは平均より背が高く、痩せていて、顔色が悪く病弱な感じでした。彼女は庭を少しずつ散歩し、姉妹のどちらとも仲が悪く、よくドレスに着替えて金や宝石で自分を飾り立ていました。 | 」 |

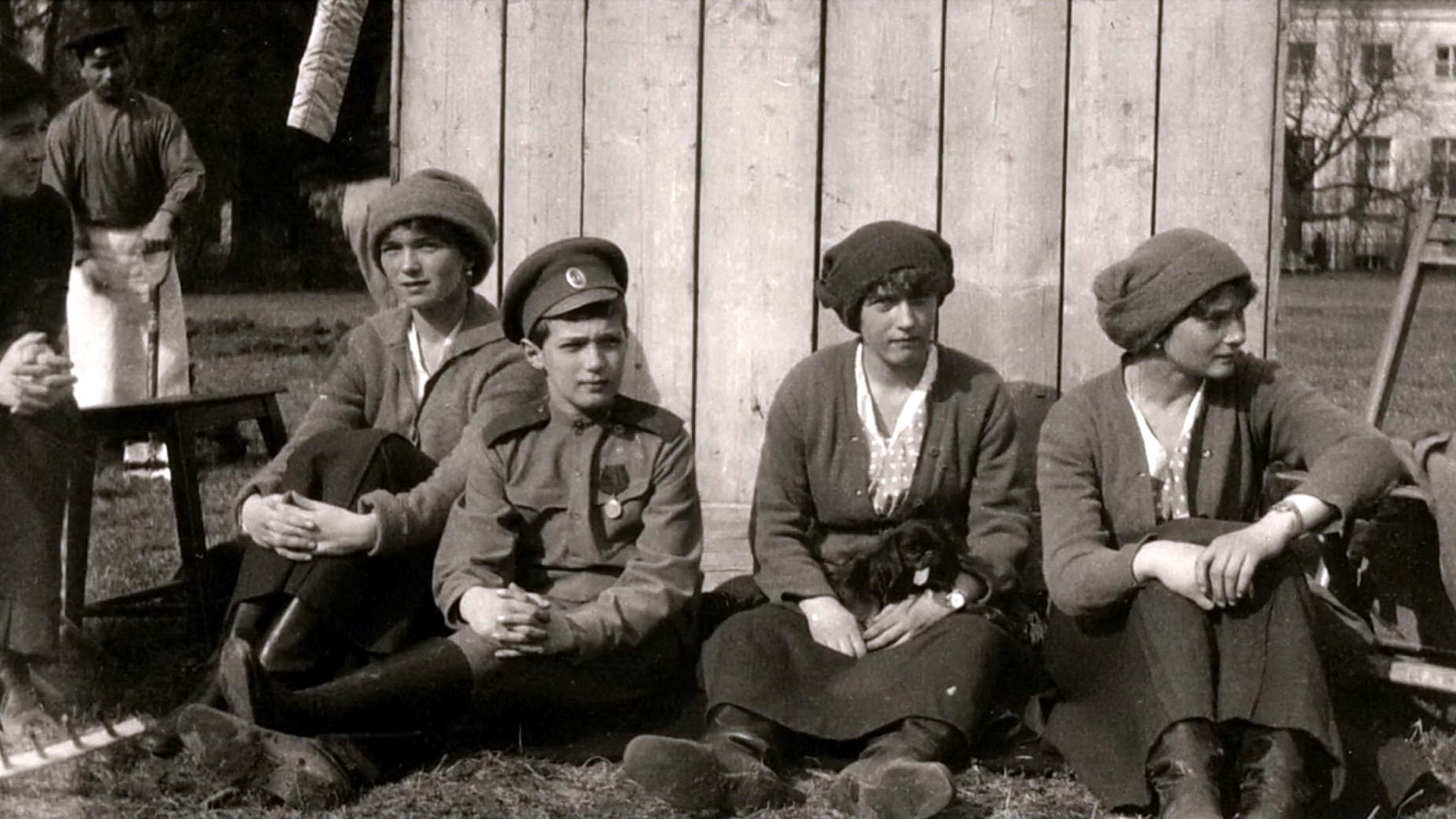
1917年5月。監禁地のツァールスコエ・セローにて。左よりオリガ、アレクセイ、アナスタシア、タチアナ

処刑執行者のピョートル・エマルコフはリチャード・ハリバートンのインタビューにて以下のように述懐する。
| 「 | オリガは長女で、特別な存在ではありませんでした。22 歳くらいか、おそらく 23 歳くらいでした。マリアが刑務所で 19 歳の誕生日パーティーを開いたことを覚えています。看守の 1 人が彼女にケーキをいくつか持って行きました。彼女はツァーリのお気に入りのようでした。 二人はいつも庭を一緒に歩いていた。アナスタシアはまだ髪を後ろに下ろしていた。彼女は17歳以下だった。おそらくもっと若い。タチアナはオリガとマリアの間にいた。私は彼女が4人の中で一番綺麗だと思った。彼女は尊厳もあり、常に他の人の世話をしていました。私たちは皆、彼女が一番好きでした。 | 」 |

外部の警備兵だったアナトリー・ヤキモフが彼女についてこう振り返っている。
| 「 | タチアナは女王のような存在でした。母親と同じように厳しそうで、重厚そうな顔をしていた。他の娘たち、オリガ、マリア、アナスタシアはどうでもいい存在だった。素朴で優しい人たちでした。 | 」 |

7月4日に司令官に任命されたヤコフ・ユロフスキーの1922年の回想録では彼女についてこう振り返った。
| 「 | タチアナとオリガ、あるいはマリア、殆どはタチアナが、"そろそろ散歩に出ていいか"と言いに来た。 | 」 |

| 「 | 娘たち、特にタチアナは、見張り番が常駐しているドアをよく開けてました。彼女らは警備兵を味方につけようと、明らかに彼らと口裏を合わせようとした。しかし、若者たちはなかなか手ごわくて、そのような優しげな口調で彼らを動かすことはできなかったと言わざる得ません。 | 」 |

| 「 | 最も聡明だったのはタチアナで、二番目は表情も含めてタチアナにとてもよく似ていたオリガでした。マリアについては、彼女は最初の二人の姉妹とは似ていないし、外見も似ていない。彼女はどこか内向的で、所謂義理の娘として家族の中にいた。末っ子のアナスタシアは、可愛い小さな赤ら顔していた。 | 」 |

7月14日は日曜日のミサを取り仕切ったストロジェフ司教は一家の様子についてこう振り返った。
| 「 | アーチの向こうの前方には、すでにアレクサンドラ皇后と二人の娘、そして車椅子に座ったアレクセイ・ニコラエヴィチが、セーラー服のような襟付きのジャケットを着ているのが見えていた。顔色は悪かったが、最初の礼拝のときほどではないが、意識ははっきりしているように見えた。アレクサンドラ皇后も5月20日と同じドレスを着て、より明るい表情を見せていた。ニコライ・アレクサンドロヴィチはというと、初回と同じ衣装を着ていた。ただ、今回は胸にセント・ジョージの十字架を付けていたのかどうか、なぜかはっきりと想像できないのだ。タチアナ・ニコラエヴナ、オリガ・ニコラエヴナ、マリア・ニコラエヴナ、アナスタシア・ニコラエヴナは、黒いスカートと白いブラウスを身に着けていた。頭髪も伸びて、後ろは肩の高さまである。 | 」 |

| 「 | ニコライ・アレクサンドロヴィチも、その娘たちも、落ち込んでいるとは言わないまでも、なんとなく疲れているような印象を受けた。今回も5月20日と同じように、ロマノフ家の人々は神式の典礼に着席していた。アレクサンドラ皇后の肘掛け椅子は、アレクセイ・ニコラエヴィチの隣に、アーチから離れた、彼の少し後ろに置かれていた。彼の後ろには、タチアナ・ニコラエヴナ（彼女は後で、礼拝後に彼らが十字架で横になっていたとき、彼の肘掛け椅子を取った）、オリガ・ニコラエヴナ、そして確か（誰だったかは覚えていない）、マリア・ニコラエヴナもいたようである。アナスタシア・ニコラエヴナは、アーチの右側の壁際にいつものように陣取っているニコライ・アレクサンドロヴィチのそばに立っていた。 | 」 |

| 「 | ミサの順序に従って、特定の場所で「聖人たちと一緒に、安らかに眠ってください」という祈りを読む必要があります。どういうわけか、今度は執事が朗読の代わりにこの祈りを歌い、私はそのような規則からの逸脱に少し恥ずかしそうに歌い始めましたが、歌うとすぐにロマノフ家のメンバーが立っていると聞きました私の後ろでひざまずきました...。 | 」 |

| 「 | 帰り際、大皇女のすぐ近くを歩いていると、かすかに「ありがとう」という言葉が聞こえたが、それは印象だけではなかったと思う...。 | 」 |

タチアナが書き記していたノートの最後のページには「あなたの悲しみは言葉で表せないほどであるが、世界の罪のためのゲッセマネの園における救い主の悲しみは計り知れず、彼と悲しみを共にすることでその中に慰めを見つけるだろう」とあり、有名なロシア正教会の聖人、クロンシュタットのイオアンの言葉から引用したと述べている。
ところが、7月15日のタチアナと彼女の姉妹は冗談を言い合うほど快活で、館に派遣された4人の掃除婦のために自分の部屋のベッドを移動させる手伝いまでしたという。それでも会話はなかった。
7月16日、タチアナの人生最後の一日。アレクサンドラの日記によると、午後にタチアナは母親と一緒に座り、旧約聖書文書の『アモス書』と『オバデヤ書』を拾い読みした。聖書を読んだ後に2人は座ったまま話をして時間を過ごした。その後に長い監禁生活の間にアレクセイを楽しませ続けてきた14歳の皿洗いの少年、レオニード・セドネフが館から姿を消したことが判明した。実はロマノフ家のメンバーと一緒に彼を殺したくなかったために警護兵が少年をイパチェフ館から通りの向かいの宿舎へ引っ越させていた。しかし、殺人の計画を知らないロマノフ一家はセドネフの不在に怒っていた。タチアナとボトキンは夕方に新任の警護隊長ヤコフ・ユロフスキーのオフィスまで出向き、セドネフを復帰させるように要求した。ユロフスキーはセドネフは直ぐに戻ってくると伝えることでタチアナを宥めたが、家族は納得しなかった。

## 殺害
イパチェフ館に監禁されていた元皇帝一家らは1918年7月16日の夜に眠りに付くが、遅い時間に起こされ、市内の情勢が不穏なので、家の地下に降りるように言われた。アレクサンドラやアレクセイを楽にさせるために他の家族は枕やバッグなどを運んで自分の部屋から出た。アナスタシアは家族の3匹の犬のうちの1匹、ジミーという名前の狆を連れて出た。自分とアレクセイのための椅子を求めていたアレクサンドラは彼女の息子の左に座っていた。ニコライ2世はアレクセイの後ろに立っていた。ボトキン医師がニコライ2世の右に立ち、タチアナは彼女の姉妹や使用人達と一緒にアレクサンドラの後ろに立っていた。元皇帝一家らは約30分、支度に時間を掛ける事を許された。銃殺隊が入室し、彼らを指揮するユロフスキーが殺害を実行する事を発表した。タチアナと彼女の家族はしばらく言葉にならない叫び声を上げていた。7月17日の早朝の時間帯だった。
最初の銃の一斉射撃によって父のニコライ2世、母のアレクサンドラ、料理人のイヴァン・ハリトーノフ、フットマンのアレクセイ・トルップが殺害され、ボトキン、マリア、メイドのアンナ・デミドヴァが負傷した。その数分後に銃殺隊が銃撃を再開してボトキンが殺害された。殺害実行者の一人、ピョートル・エルマコフが弟のアレクセイを銃剣で繰り返し刺殺しようと試みるが、衣服に縫い付けてあった宝石が彼を保護していたために失敗した。最終的にアレクセイはユロフスキーが頭部に向けて発射した2発の弾丸によって殺害された。ユロフスキーとエルマコフはお互い寄り添い合って母親の遺体がある方を向いて叫び声を上げながら、背面の壁にうずくまるオリガとタチアナに近付いた。エルマコフはオリガとタチアナの両者を長さ8インチの銃剣で刺したが、これも2人の衣服に縫い付けてあった宝石によって失敗した。2人が立ち上がって逃げようとしたところに、ユロフスキーがタチアナの背後から彼女の後頭部に向けて発射した一発の弾丸によってタチアナは即死した。その直後にオリガもエルマコフが彼女の頭部に向けて発射した弾丸によって死亡した。

## 聖人

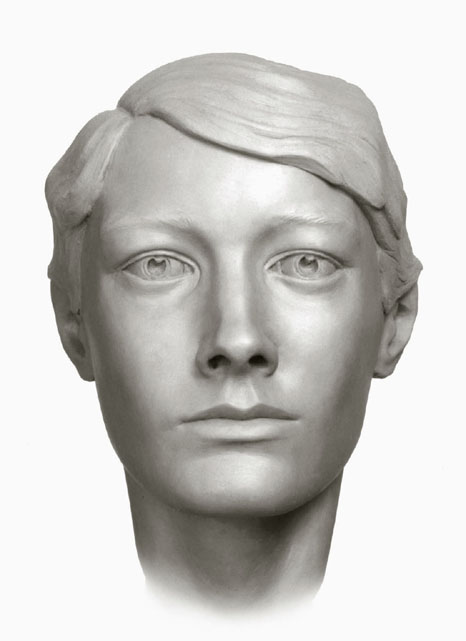
1994年。復顔術によって生前の姿に顔面が再建された

タチアナの遺体はニコライ2世、アレクサンドラ、オリガ、アナスタシアや4人の従者とともに殺害から80年後の1998年7月17日にサンクトペテルブルクのペトル・パウェル大聖堂に安置された。
タチアナは他の6人の家族とともに2000年にロシア正教会によって列聖された。これより20年近く前の1981年に在外ロシア正教会によって聖なる殉教者として列聖されていた。

## 登場作品

### 映画[21]
- 『ニコライとアレクサンドラ』（1971年、イギリス・アメリカ）演：リン・フレデリック

- 『ロマノフ家：皇室（英語版）』（2000年、ロシア）演：クセニヤ・カチャリナ（英語版）

### ドラマ[22]
- 『ラスト・ツァーリ：ロマノフ家の終焉（英語版）』（2019年、アメリカ）演：アイナ・ノルギライト

### 小説
- 『淪落の皇女の覚書』久世十蘭の短編小説。ロマノフ家を題材にしたストーリーで、タチアナとアレクセイを主人公のレミュを通して描いている。作中では、殺害されたのは皇帝夫妻とマリアのみとし、前述の2人を含め、オリガとアナスタシアの生存を示唆している部分がある。